# EHF Champions Trophy (pallamano maschile)
L'EHF Champions Trophy era una competizione per club di pallamano, organizzata a partire dal 1979-1980 e fino al 1983-1984 dalla IHF; dalla stagione 1995-1996 fino all'ultima edizione al monemto disputata e cioè quella del 2007-2008 il torneo fu organizzato dalla EHF.

Era analoga, per rango, alla Supercoppa UEFA di calcio, anche se, a differenza di quest'ultima, non aveva una sede fissa, ma si giocava in casa di uno dei quattro contendenti, che si assumeva l'onere dell'organizzazione.

Il torneo era a cadenza annuale e vedeva di fronte le squadre vincitrici delle massime competizioni continentali della stagione precedente.

## Statistiche

### Albo argento
| Edizione                                            | Data              | Vincitore            | Punteggio | Finalista               | Sede/i finale/i   | Spettatori |
| --------------------------------------------------- | ----------------- | -------------------- | --------- | ----------------------- | ----------------- | ---------- |
| 1979 - 1980                                         |                   | VfL Gummersbach      | 14 - 9    | TV Grosswallstadt       | Dortmund          |            |
| 1980 - 1981                                         |                   | TV Grosswallstadt    | 19 - 15   | CB Calpisa Alicante     | Monaco di Baviera |            |
| 1981 - 1982                                         |                   | SC Magdeburgo        | 24 - 19   | TUS Nettlestedt Lubecca | Dortmund          |            |
| 1982 - 1983                                         |                   | HC Empor Rostock     | 31 - 27   | Budapest Honvéd FC      | Dortmund          |            |
| 1983 - 1984                                         |                   | VfL Gummersbach      | 17 - 16   | SKA Minsk               | Dortmund          |            |
| Dal 1985 al 1994 la competizione non si è disputata |                   |                      |           |                         |                   |            |
| 1995 - 1996                                         | 22 dicembre 1996  | FC Barcelona         | 27 - 24   | BM Granollers           | Bielefeld         | 2.200      |
| 1996 - 1997                                         | 21 dicembre 1997  | FC Barcelona         | 25 - 20   | Elgorriaga Bidasoa      | Irun              | 3.000      |
| 1997 - 1998                                         | 1º novembre 1998  | FC Barcelona         | 28 - 22   | RK Zagabria             | Barcellona        | 7.000      |
| 1998 - 1999                                         | 19 dicembre 1999  | FC Barcelona         | 26 - 25   | SC Magdeburgo           | Magdeburgo        | 5.500      |
| 1999 - 2000                                         | 29 ottobre 2000   | Portland San Antonio | 28 - 24   | FC Barcelona            | Pamplona          | 3.000      |
| 2000 - 2001                                         | 28 ottobre 2001   | SC Magdeburgo        | 21 - 20   | Portland San Antonio    | Kiel              | 7.200      |
| 2001 - 2002                                         | 26 ottobre 2002   | SC Magdeburgo        | 31 - 30   | KC Veszprém             | Magdeburgo        | 4.500      |
| 2002 - 2003                                         | 26 ottobre 2003   | FC Barcelona         | 30 - 29   | CB Valladolid           | Valladolid        | 7.000      |
| 2003 - 2004                                         | 28 novembre 2004  | RK Celje             | 30 - 29   | THW Kiel                | Ciudad Real       | 4.000      |
| 2004 - 2005                                         | 27 novembre 2005  | BM Ciudad Real       | 37 - 28   | SC Magdeburgo           | León              | 4.000      |
| 2005 - 2006                                         | 26 novembre 2006  | BM Ciudad Real       | 36 - 31   | VfL Gummersbach         | Colonia           | 15.200     |
| 2006 - 2007                                         | 21 ottobre 2007   | THW Kiel             | 38 - 34   | RK Celje                | Celje             | 5.827      |
| 2007 - 2008                                         | 21 settembre 2008 | BM Ciudad Real       | 32 - 28   | KC Veszprém             | Veszprém          | 5.500      |

### Riepilogo edizioni vinte per squadra
| Numero | Club                 | Anni                                        |
| ------ | -------------------- | ------------------------------------------- |
| 5      | FC Barcelona         | 1995-96, 1996-97, 1997-98, 1998-99, 2002-03 |
| 3      | BM Ciudad Real       | 2004-05, 2005-06, 2007-08                   |
| 3      | / SC Magdeburgo      | 1981-82, 2000-01, 2001-02                   |
| 2      | VfL Gummersbach      | 1979-80, 1983-84                            |
| 1      | THW Kiel             | 2006-07                                     |
| 1      | RK Celje             | 2003-04                                     |
| 1      | Portland San Antonio | 1999-00                                     |
| 1      | HC Empor Rostock     | 1982-83                                     |
| 1      | TV Grosswallstadt    | 1980-81                                     |

### Riepilogo edizioni vinte per nazione
| Numero | Nazioni  | Club |
| ------ | -------- | --- |
| 9      | Spagna   | FC Barcelona - 3 titoli BM Ciudad Real - 2 titoli Portland San Antonio - 1 titolo                                                |
| 8      | Germania | SC Magdeburgo - 3 titoli VfL Gummersbach - 2 titoli HC Empor Rostock - 1 titolo THW Kiel - 1 titolo TV Grosswallstadt - 1 titolo |
| 1      | Slovenia | RK Celje - 1 titolo |